# Dynatocephala omophaea
Dynatocephala omophaea är en fjärilsart som beskrevs av Edward Meyrick 1926. Dynatocephala omophaea ingår i släktet Dynatocephala och familjen vecklare. Inga underarter finns listade i Catalogue of Life.